# Ovidiu Schumacher
Ovidiu Schumacher (* 26. července 1942 Moreni) je rumunský divadelní a filmový herec. Po letech působení v divadle Bulandra v Bukurešti emigroval v 90. letech 20. století do Německa. V současné době vyučuje herectví na Akademii Athanor v Pasově u Mnichova pod vedením režiséra Davida Esriga.
Je otcem herečky Anny Schumacherové.

## Filmografie
- Prea mic pentru un război atît de mare (1970)
- Brigada Diverse intră în acțiune (1970) – Ioan Stambuliu
- Felix a Otýlie (1972) – Titi Tulea
- Dincolo de nisipuri (1974) – syn exekutora
- Filip Dobrý (1975)
- Nu filmăm să ne-amuzăm (1975) – Němec
- Orașul văzut de sus (1975)
- Cadavrul viu (TV, 1975) – mizikant
- Concert din muzică de Bach (film TV, 1975)
- Operace Monstrum (1976) – spisovatel
- Hajduk Pintea (1976) – Fejer Fekete
- Letní příběh (1976) – právník
- Tufă de Veneția (1977)
- Buzduganul cu trei peceți (1977)
- Iarba verde de acasă (1977) – profesor fyziky
- Prorok, zlato a Transylvánci (1978) – pianista
- Totul pentru fotbal (1978) – Jurubiță Felcher
- Vis de ianuarie (1979) – Alecu Russo
- Ora zero (1979)
- Omul care ne trebuie (1979) – profesor matematiky
- Arta apărării individuale (1980)
- Bietul Ioanide (1980) – kariérní diplomat Tilibiliu
- Skalní cesta (1980) – herec
- Am o idee!... (1981) – Jurubiță
- Ștefan Luchian (1981) – Găină
- Za co táhnou zvony Míťo? (1981)
- Comoara (1983)
- Písečný sráz (1983)
- Un petic de cer (1984)
- Mitică Popescu (1984)
- Primăvara bobocilor (1987)
- Anotimpul iubirii (1987)
- Moromeții (1987)
- Totul se plătește (1987) – herec
- Zîmbet de Soare (1988)
- Flăcări pe comori (1988)
- Muzica e viața mea (1988)
- Secretul armei... secrete! (1989)
- Cocoșul decapitat (2008) – pr. Stamm
- Cesta s tátou (2016)
- Hangița (1983) – jezdec Ripafratta
- Labirintul (1980)
- Speranța nu moare în zori (TV) / (1976)
- Un august în flăcări (1974)